# Turbomeca Marboré
Turbomeca Marboré je malý proudový motor s radiálním kompresorem, vyráběný francouzskou společností Turbomeca v Bordes v 50.–70. letech 20. století. Motor se dočkal uplatnění především při konstrukci cvičných letounů. Hmotnost suchého motoru je pouhých 140 kg. Byl použit u typů Fouga Magister, Morane-Saulnier MS-760 a jeho licenční verze Teledyne Continental J69, u které byl ke kompresoru přidán jeden axiální stupeň, pohání typ Cessna T-37. Další licenční výroba probíhala v Jugoslávii a ve Španělsku.
Motor byl vyvinut v roce 1950 a poprvé testován v roce 1951. První sériová verze, označená Marboré II, měla nejvyšší tah 3,9 kN. 
Modernější verze Marboré VI měla tah zvýšený na 4,8 kN. Při síle tahu zvětšené o 23 % se spotřeba paliva zvýšila jen o 9 %. Touto variantou byla nahrazena většina instalovaných motorů verze Marboré II, které díky tomu za výhodnou cenu kupují lidé pro své experimentální konstrukce. Ostatní varianty Marboré III, Marboré IV a Marboré V, nebyly stavěny ve významnějším počtu. Bez licenčních kusů J69 bylo vyrobeno celkem 5 547 kusů originálních motorů.

## Technický popis Marboré II
Pohonná proudová jednotka Marboré II měla jednostupňový odstředivý kompresor, s čelním vstupem vzduchu a prstencovou spalovací komorou. Proud vzduchu byl rozdělen systémem axiálních a radiálních difusních lopatek na tři proudy. Dva z nich byly využívány pro spalování paliva, třetí byl dmychán pod plášť motoru a užíval se ke chlazení. Část proudu vzduchu pro spalování procházel dutými rozváděcími lopatkami turbíny, který se užíval ke chlazení. Palivo bylo dodáváno odstředivými tryskami. Turbína byla jednostupňová axiální s 37 lopatkami integrálně spojenými s diskem. Ve výstupním difusoru byl vnitřní kužel, nesený třemi dutými vzpěrami. Agregáty motoru byly neseny na vstupní skříni motoru. Elektrické příslušenství pracovalo s proudem 24 V. Startér byl podle přání zákazníka elektrický (verze IIC), nebo pneumatický (IIA, IIB). Ve spalovací komoře byly dvě zapalovací svíčky.

## Parametry Turbomeca Marboré II

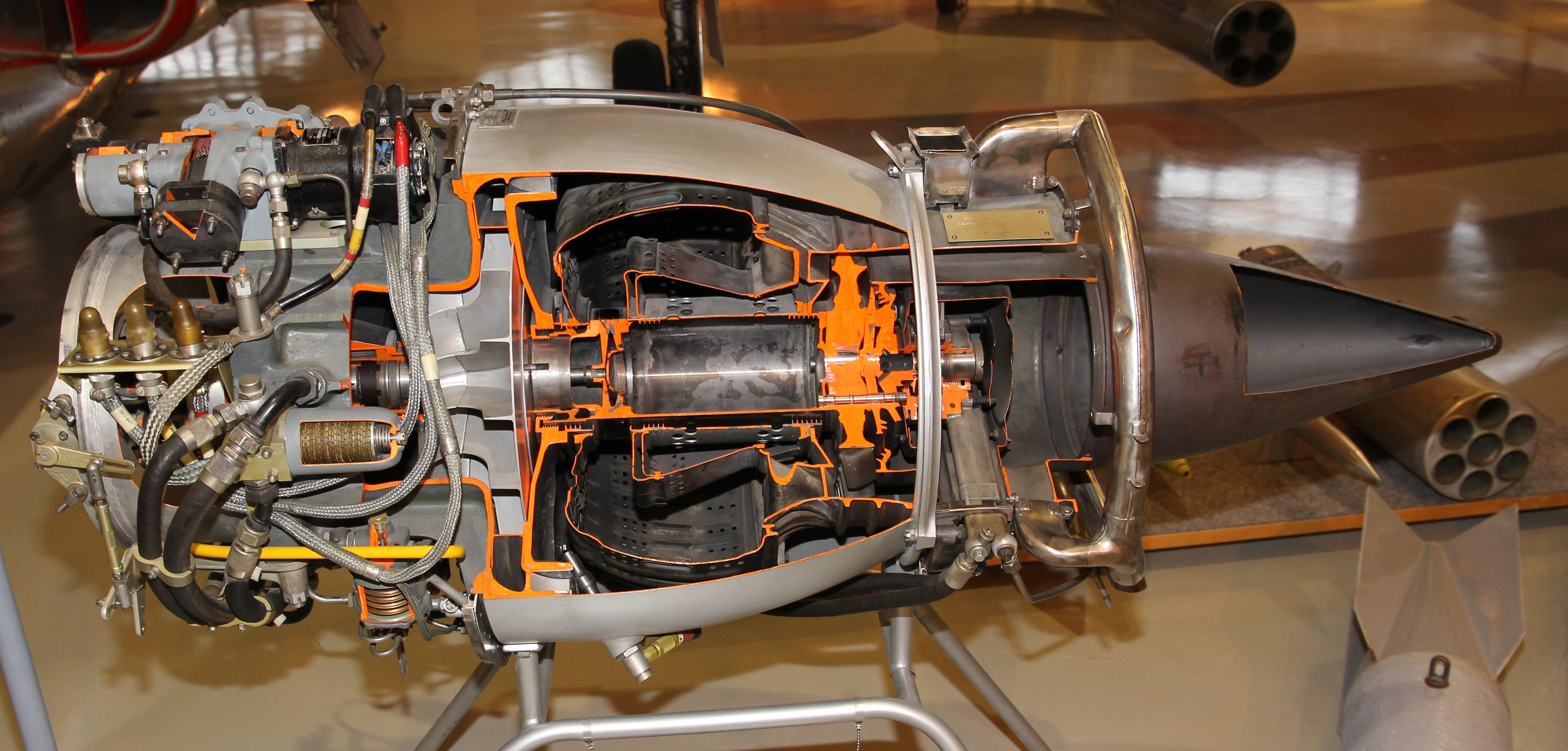
Turbomeca Marboré II F 3

- Typ: jednohřídelový jednoproudový turbokompresorový motor
- Kompresor: radiální
- Kompresní poměr: 3,85 : 1
- Průtočné množství vzduchu: 8 kg/s
- Palivo:
- Maximální tah: 3,9 kN (Marboré IV: 4,8 kN)
- Průměr motoru: 567 mm
- Délka motoru: 1566 mm
- Hmotnost suchého motoru: 156 kg

## Parametry Continental J69

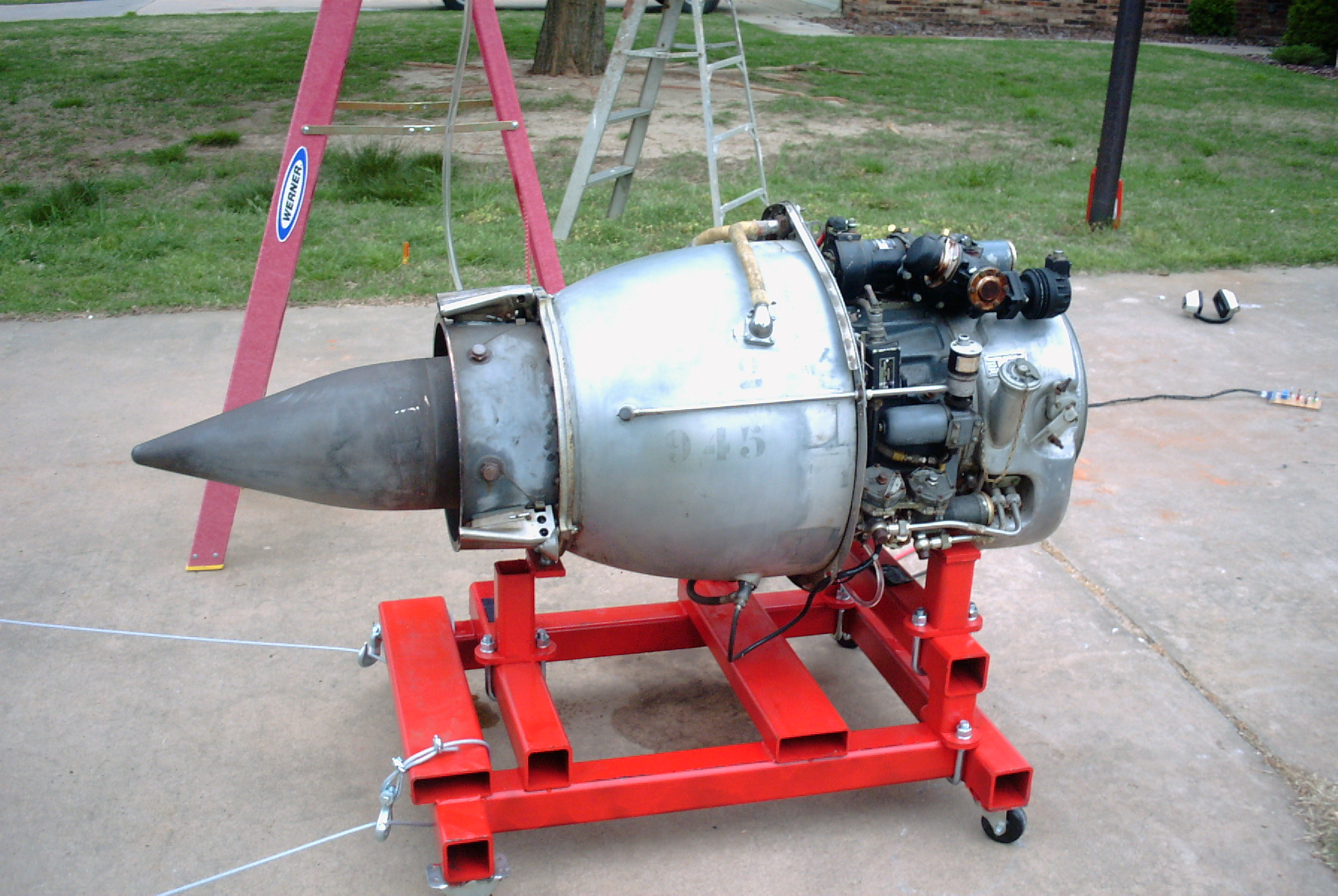
Turbomeca Marbore IIC

- Typ: jednohřídelový jednoproudový turbokompresorový motor
- Kompresor: radiální s přidaným axiálním stupněm
- Spalovací komora:
- Turbína:
- Palivo:
- Maximální tah: J69-T-25: 4,6 kN (J69-T-29: 7,6 kN)
- Průměr motoru:
- Délka motoru:
- Hmotnost suchého motoru: 140 kg